# Immeuble Poirier
L'immeuble Poirier est un immeuble situé à Rennes, dans le département d’Ille-et-Vilaine en Bretagne.

## Localisation
Il se trouve au 7 avenue Jean Janvier et au 1 rue Jean-Marie-Duhamel dans le centre-ville de Rennes.

## Description
L'édifice est un immeuble de rapport de 6 étages en béton armé. Sa façade, de style Art déco et post-haussmannien, comporte une rotonde surmontée d'un dôme. Les mosaïques sont particulièrement présentes au premier et au cinquième étage.

## Historique
L'immeuble est construit en 1928 par l'architecte Jean Poirier qui a construit plusieurs autres bâtiments de logements à Rennes entre 1928 et 1936,. Les mosaïques sont d'Isidore Odorico.
Depuis le 10 décembre 2014, il est inscrit au titre des monuments historiques,et dispose du label « Patrimoine du XXe siècle ». En 2017, les mosaïques sont rénovées par une autre famille de mosaïstes italiens originaires du même village que la famille Odorico : les Patrizio.